# Перламутровка большая
Перламутровка большая, или перламутровка большая лесная или перламутровка Пафия (лат. Argynnis paphia) — дневная бабочка из семейства нимфалид (Nymphalidae).

## Описание
Длина переднего крыла имаго — 27—36 мм. Размах крыльев до 75 мм.

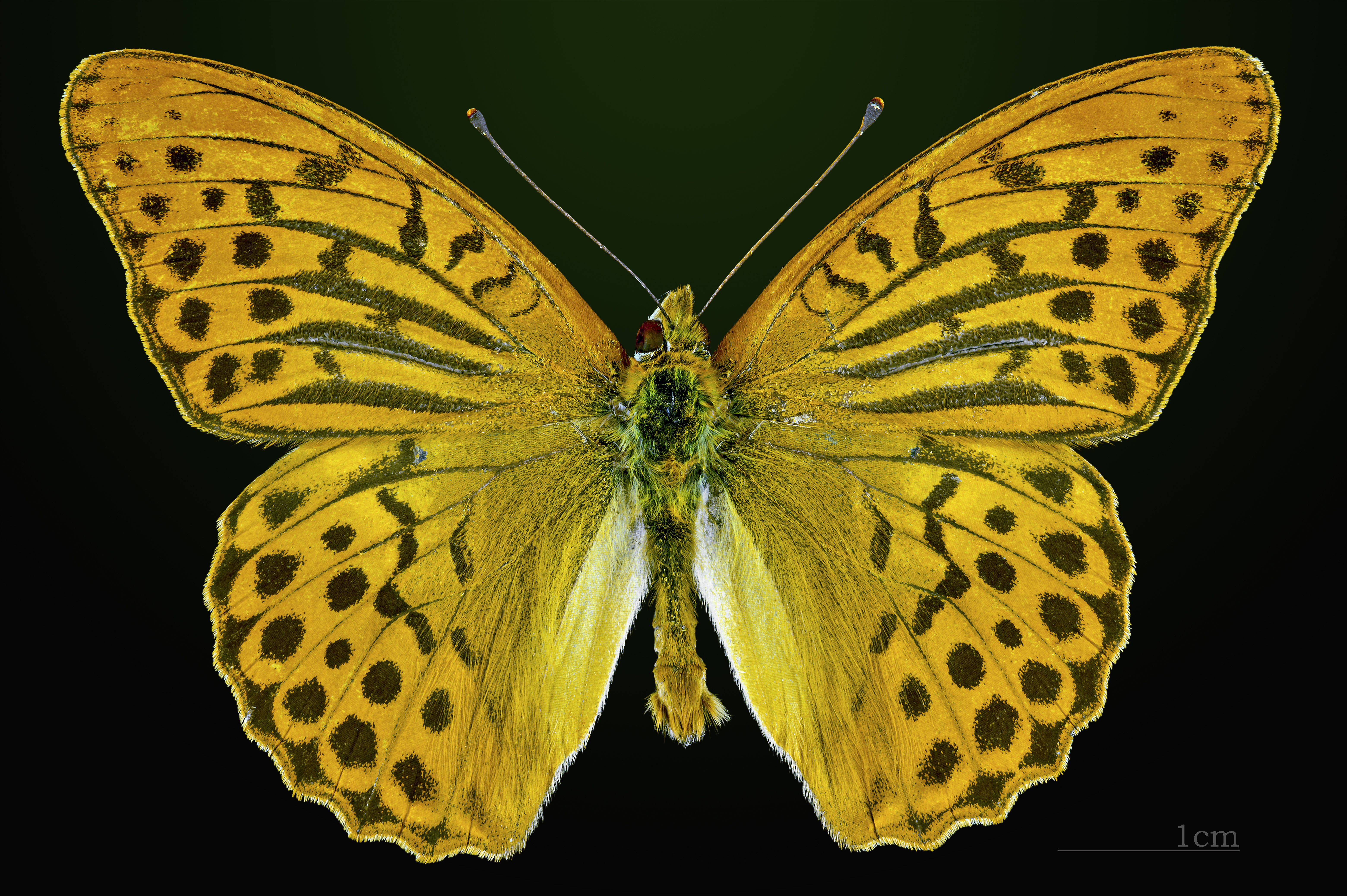
♂
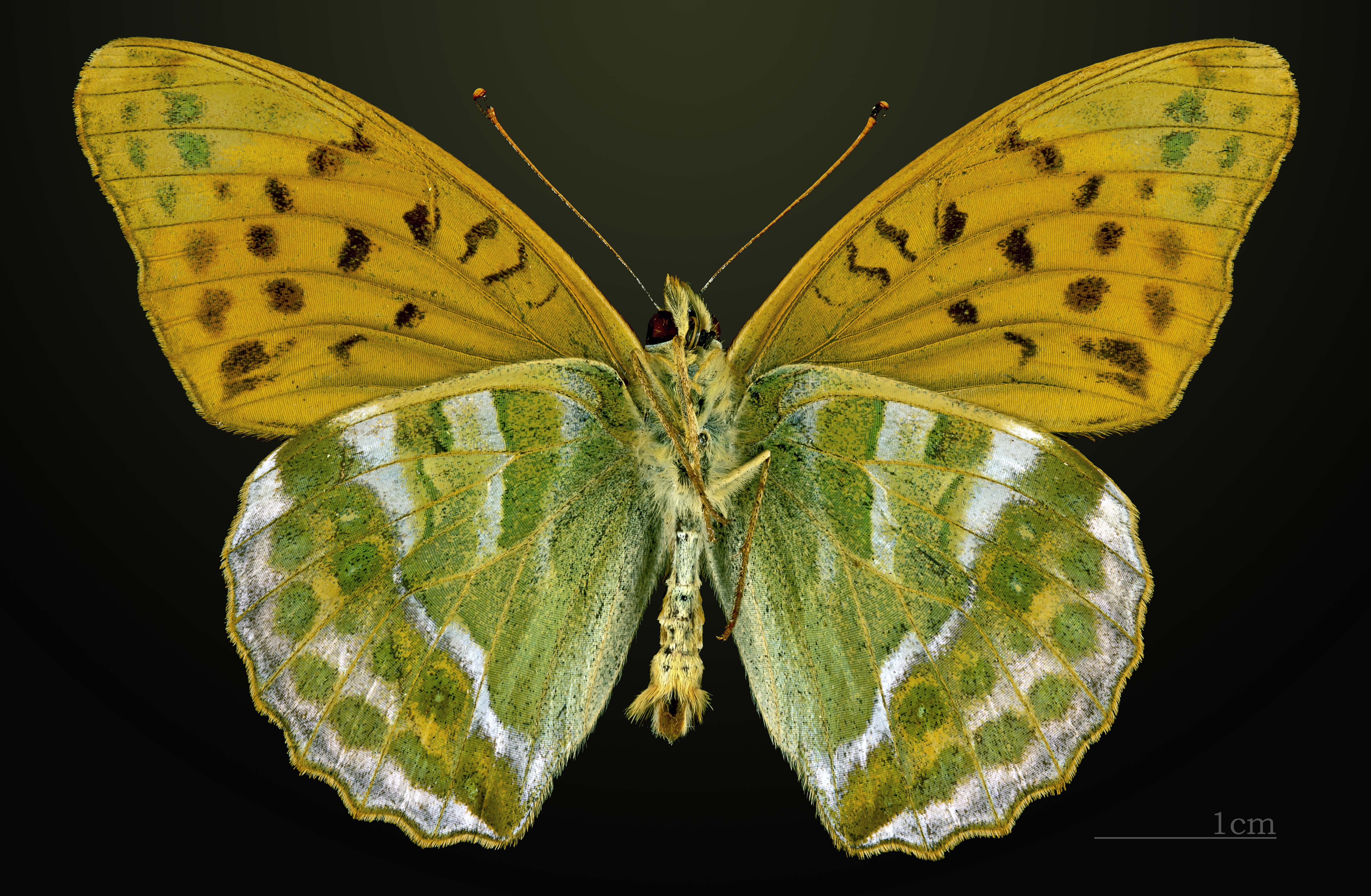
△ ♂
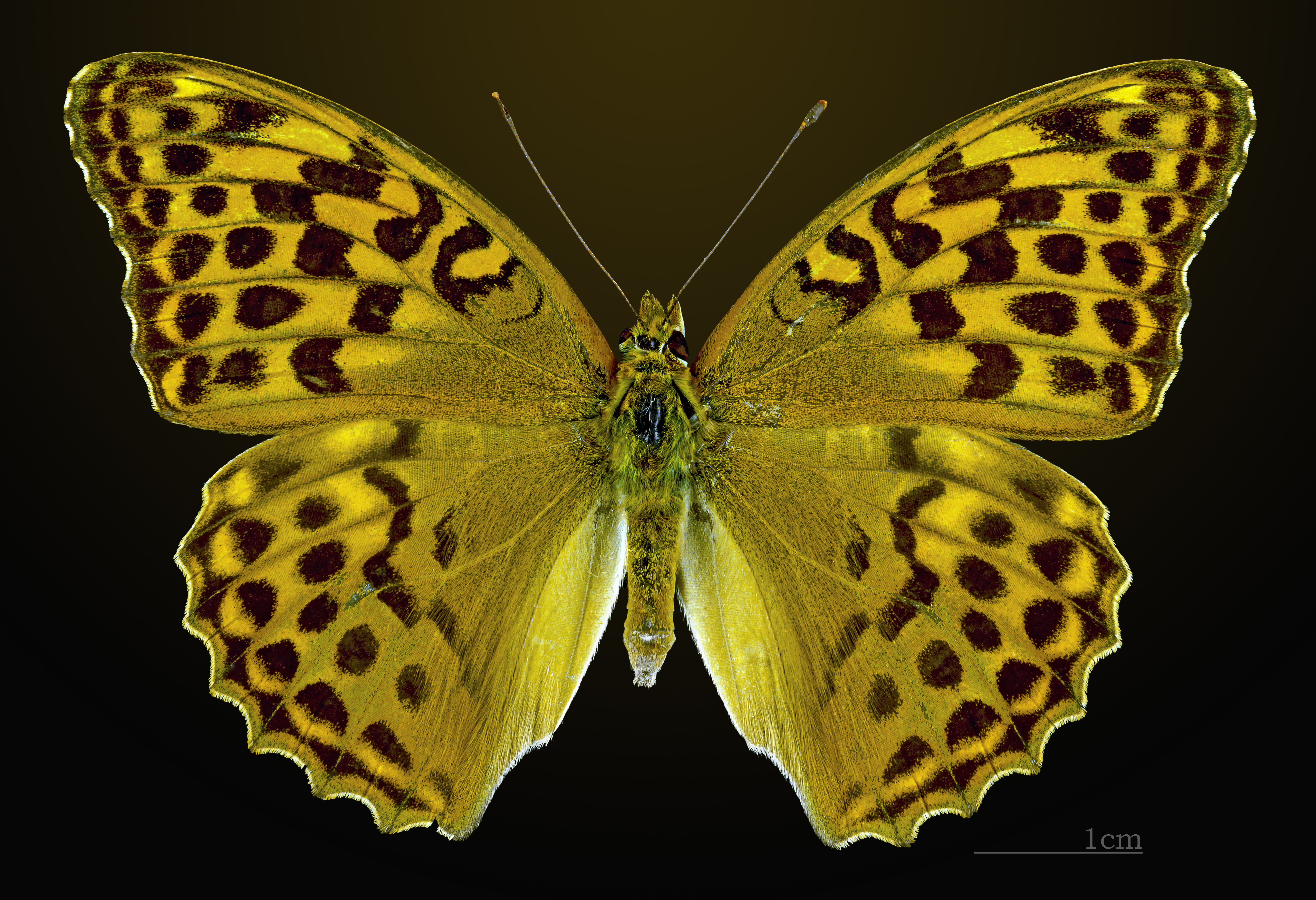
♀
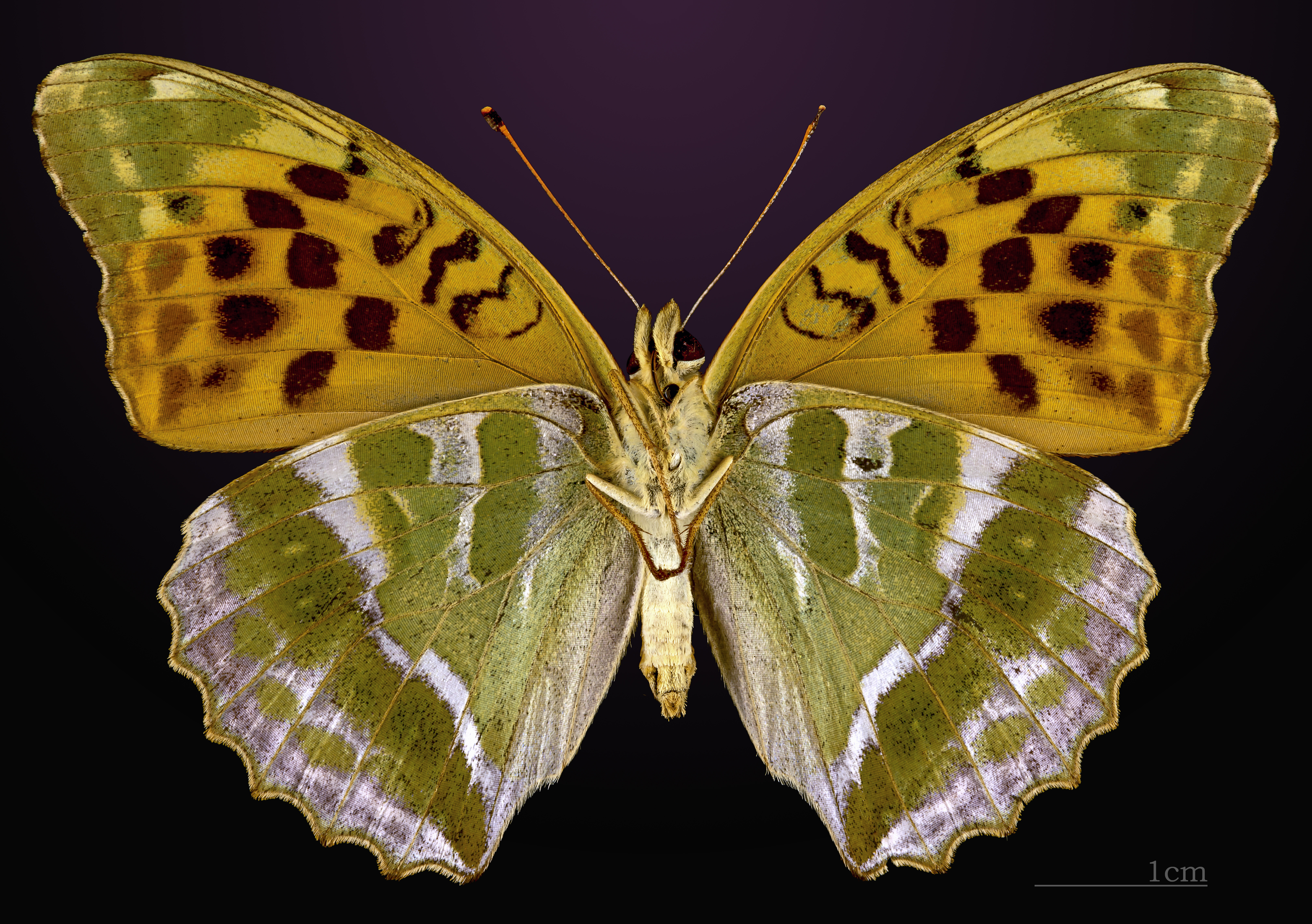
△ ♀

## Замечания по систематике

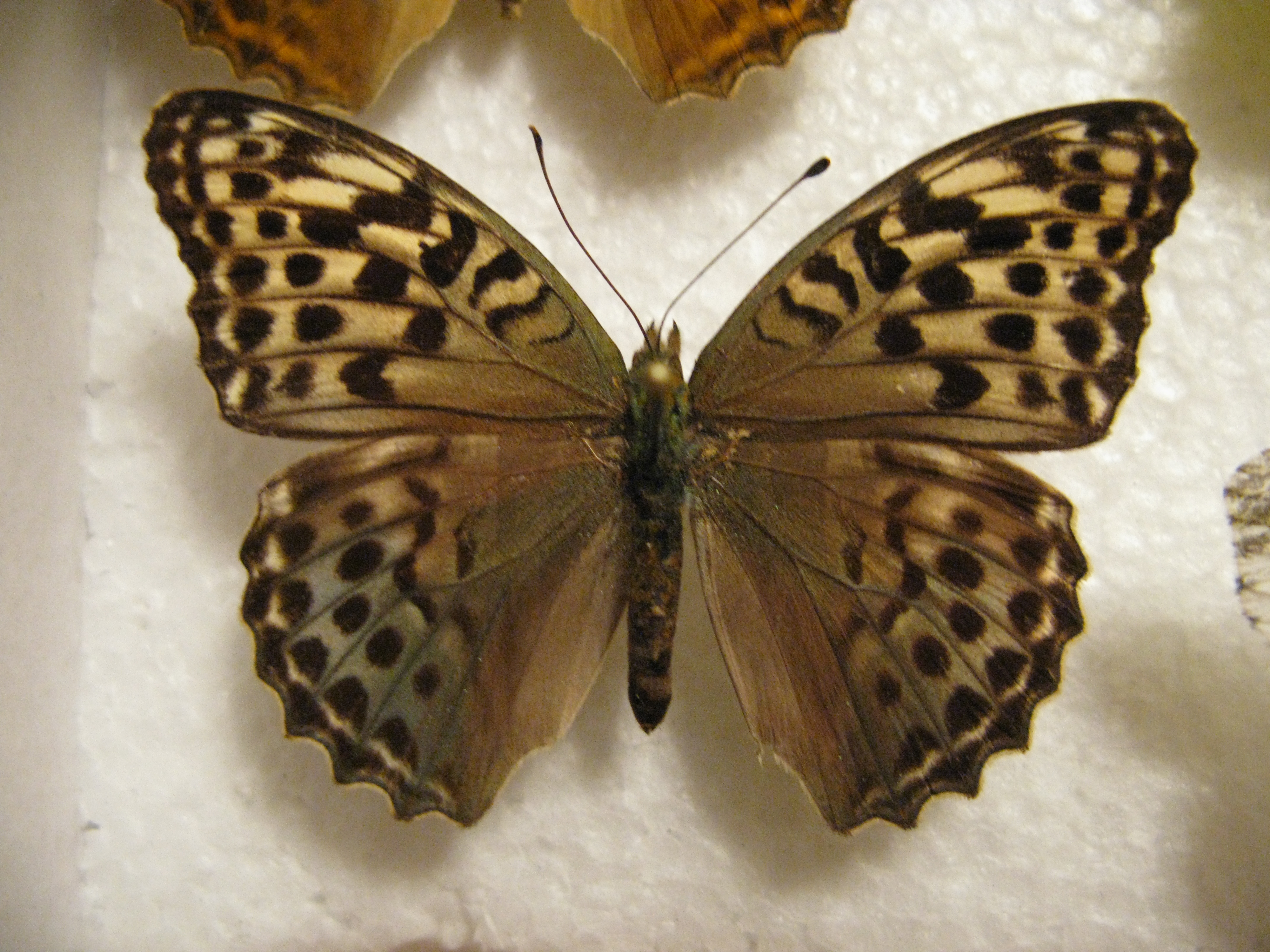
Самка формы valesina

В Восточной Европе вид представлен номинативным евро-урало-кавказским подвидом. Наряду с типовой формой самок изредка встречается форма valesina (Esper) с более тёмной, серо-зелёной окраской основного фона верха крыльев. Подвиды, описанные из различных частей европейской России (Argynnis paphia butleri (Krulikovsky, 1909) — типовое место — Вятка, северная Россия; Argynnis paphia thalassata (Fruhstorfer, 1908) — типовое место — Саратов, юг европейской части России; Argynnis paphia argyrorrhytes Seitz, [1909] — типовое место — Железноводск, Ставропольский край России) являются широтными или индивидуальными формами номинативного подвида, так как нет географических или экологических препятствий для панмиксии в популяциях вида на всём протяжении ареала в европейской части России.

### Подвиды и формы
В вид включают
- Подвид: Argynnis paphia argyrophontes Oberthür, 1923
- Подвид: Argynnis paphia argyrorrhytes Seitz, 1909
- Подвид: Argynnis paphia butleri Krulikovsky, 1909
- Подвид: Argynnis paphia delila Röber, 1896
- Подвид: Argynnis paphia dives (Oberthür, 1908)
- Подвид: Argynnis paphia formosicola Matsumura, 1926
- Подвид: Argynnis paphia geisha Hemming, 1934
- Подвид: Argynnis paphia masandarensis Gross & Ebert, 1975
- Подвид: Argynnis paphia megalegoria Fruhstorfer, 1907
- Подвид: Argynnis paphia neopaphia Fruhstorfer, 1907
- Подвид: Argynnis paphia pusilla Wnukowsky, 1927
- Подвид: Argynnis paphia thalassata Fruhstorfer, 1909
- Подвид: Argynnis paphia tsushimana Fruhstorfer, 1906
- Подвид: Argynnis paphia virescens Nakahara, 1926
- Форма: Argynnis paphia f. valesina (Esper, 1798)

## Ареал
Умеренный пояс Евразии и Алжир в Северо-Западной Африке.
Обычный вид почти на всей территории Восточной Европы. Северная граница ареала проходит немного южнее полярного круга, однако известны находки залётных особей и севернее. Почти не встречается в степях и полупустынях, поэтому единичные экземпляры, отмеченные в среднестепной и сухостепной подзонах степной зоны Украины и в Каспийской низменности следует относить, вероятно, к мигрантам.

## Местообитания
Лесные опушки, поляны, обочины лесных дорог, лесополосы, берега рек, закустаренные горные склоны, нередок в урбанизированных биотопах: в лесопарках и садах. Обитает во всех типах лесов. Поднимается в горы выше 2000 м над ур. м.

## Биология
Развивается в одном поколении, имаго летают с середины июня-начала июля до конца августа. Взрослые бабочки живут около 4 недель, ночуют под пологом леса, прикрепившись под листьями. Самка откладывает яйца довольно необычным способом: сначала она садится на ствол дерева, чаще всего сосны, на высоте около 1,5 м над поверхностью земли и откладывает одно яйцо, далее взлетает и усаживается приблизительно на метр выше и откладывает следующее, и так до высоты около 4—4,5 м; ствол самка облетает по спирали, поэтому яйца могут быть отложены на ствол с любой стороны света. Затем самка перелетает на следующее дерево и повторяет аналогичную операцию; только иногда она откладывает яйца непосредственно на кормовое растение. Общая плодовитость самки — до 100 яиц. Подобный способ яйцекладки описан и из стран Скандинавии. Гусеницы выходят из яйца в конце августа — сентябре, уходят на зимовку на первом или втором возрастах, иногда полностью сформировавшаяся гусеница зимует в оболочке яйца до весны следующего года. Кормовые растения гусениц: яблоня домашняя, яблоня, ежевика, малина, фиалка собачья, фиалка душистая, фиалка Ривиниуса, фиалка. Стадия куколки — около 18—20 дней. Время лёта бабочек: июнь — 2—3 декада, июль, август.

## Замечания по охране
Состояние восточноевропейских популяций не вызывает опасения, однако вид был включён в Красную книгу Смоленской области, Россия (1997) (4 категория).